# Catenanuova-Centuripe vasútállomás
Catenanuova-Centuripe vasútállomás egy vasútállomás Olaszországban, Szicília régióban, Enna megyében, Catenanuova településen. Forgalma alapján az olasz vasútállomás-kategóriák közül a bronz kategóriába tartozik.

## Vasútvonalak
Az állomást az alábbi vasútvonalak érintik:
- Catania–Agrigent-vasútvonal